# Commodore Amiga 1200

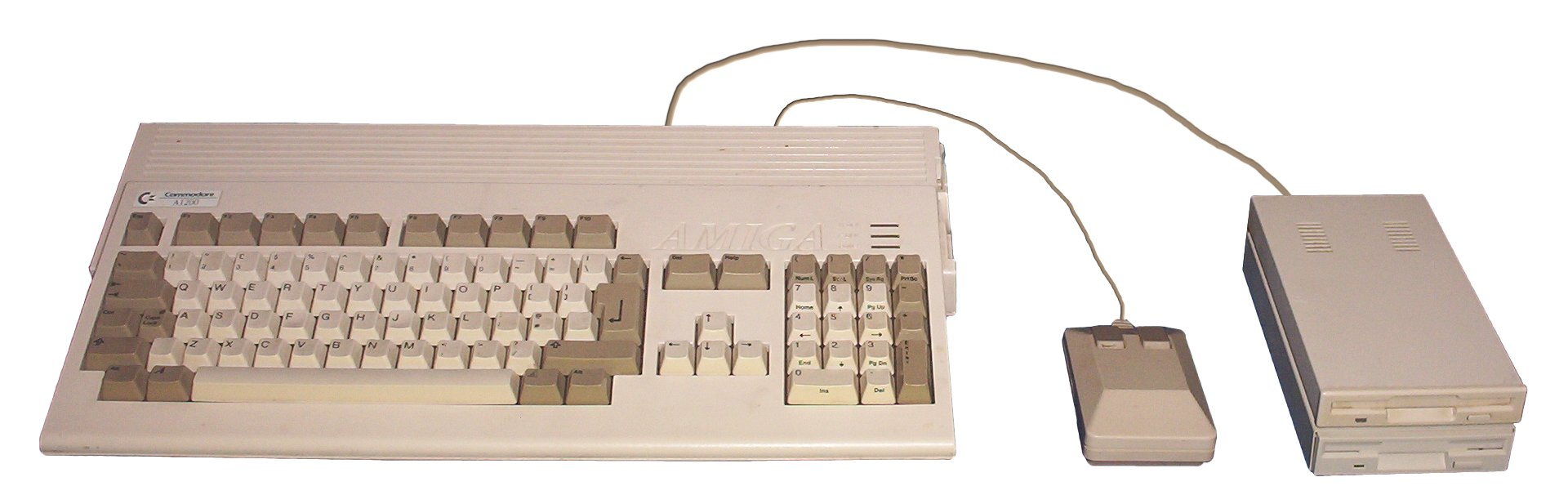
Amiga 1200 con dos unidades de floppy externas.

El Amiga 1200, o A1200, forma parte de la tercera generación de ordenadores Commodore Amiga, enfocado al mercado doméstico. Se lanzó en octubre de 1992 a un precio de £399 en el Reino Unido y $599 en Estados Unidos.
Tras la quiebra de Commodore International, los derechos del Amiga se vendieron por separado del resto de la marca, siendo adquiridos por Escom que vuelve a lanzarlo en 1995. El nuevo Escom A1200 viene equipado con Kickstart V40.63 (3.1), y su precio es similar a los de 1992.
Como su predecesor el Commodore Amiga 500, se presenta en un diseño todo en uno incorporando la placa madre con la CPU, unidades de disquete y, opcionalmente un disco duro IDE de 2,5", en una caja con el teclado incorporado en la parte superior. 

## Popularidad
Aunque es una mejora significativa el A1200 no llega a ser tan popular como el Amiga 500. Hay varias razones para ello:
- Aunque sus capacidades gráficas son elevadas comparadas con la competencia, Amiga no liderará más este campo, que pasa a los PCs.
- El chipset propietario (AGA) del Amiga es más caro de producir que los chips utilizados en el PC, lo que hace al A1200 relativamente más caro que los PCs, en contraste con la situación cuando los Commodore Amiga 1000 y Commodore Amiga 500.
- Pocos distribuidores comercializaron el A1200, especialmente en Estados Unidos.
- El Amiga 1200 recibió mala prensa por ser incompatible con varios juegos de Amiga 500.

Commodore nunca facilitó datos oficiales sobre ventas, pero se estima que Commodore distribuyó cerca de 1 millón de A1200 por todo el mundo antes de su bancarrota en abril de 1994.

## Información Técnica

### Procesador y RAM
El A1200 utiliza una CPU CISC Motorola MC68EC020 (unas cuatro veces más rápida que el microprocesador Motorola 68000 del Amiga 500). Es notorio que como el 68000, el 68EC020 tiene un bus de expansión de 24-bits, lo que limita a un máximo de 16 Megabytes la memoria direccionable directamente, sin recurrir a técnicas de banqueo de memoria.
Trae de serie 2 MB de CHIP RAM. La Chip RAM no puede ser mayor de esos 2 MB, por lo que se puede añadir una ampliación interna de memoria de 8 MB de Fast RAM mediante el slot de la trampilla inferior.
Posteriormente varios aceleradores fabricados por terceros incorporan procesadores 68020, 68030, 68040, 68060 y PowerPC. Estas tarjetas aceleradoras no solo tienen CPUs más rápidas sino más y más rápida memoria (en las más caras, 256 MB en 2 SIMMs de 128 MB), reloj en tiempo real, puertos IDE adicionales y mejorados y otras mejoras.

### Sonido y Gráficos
El A1200 viene con la tercera generación de chipsets Amiga, el Advanced Graphics Architecture o AGA. como indica el nombre el chipset AGA tiene superiores capacidades gráficas que los anteriores, pero poco más.
El A1200 también ofrece capacidades mejoradas de audio lo que permite un muestreo mayor a la hora de samplear para reproducir sonido.

### Periféricos y expansión
Además de los puertos que pueden encontrarse en anteriores Amiga el A1200 presenta un slot de memoria/CPU, un slot PCMCIA-1 y además algo único en el A1200 - un puerto de reloj. Este puerto es un residuo de una prestación abandonada en fase de diseño (reloj en tiempo real y expansión de la Chip RAM) y es usado por, entre otras cosas, las tarjetas de sonido, las interfaces I/O(E/S) y más tarde, las interfaces USB.
El A1200 beneficiaba de buena parte de los periféricos y extensiones de la familia Amiga además de algunos específicos para el A1200. Los más comunes eran la disquetera externa, las interfaces MIDI, las interfaces de digitalización audio o vídeo, las extensiones de memoria, las tarjeta aceleradoras, el disco duro interno 2.5", el CD-ROM externo y las controladoras SCSI/IDE.
Si no se estaba dispuesto a renunciar a las posibilidades de ampliación proporcionadas por los buses PCI y Zorro III, se podían añadir al A1200, permitiendo usar tarjetas gráficas, de sonido o de red en alguno de los dos buses, aunque siempre a costa de renunciar al formato todo en uno del A1200. Eyetech y Power Computing construyen y distribuyen varios kits para incluir en una caja torre de PC la placa madre del A1200, permitiendo incluso el uso de teclados PC AT en lugar del difícil de conseguir Amiga.
De ellos el más renombrado fue el Syamese: en una misma caja torre remodelada se fija en un lado una placa Super Socket 7 con un Pentium MMX o un AMD K6-2 y en el otro (el normalmente abierto para acceder a las tarjetas) la placa madre de un A1200 sobre un bastidor pivotante. Ambas placas se comunican por el bus SCSI mediante tarjetas, un cable y un soft especial que abre una ventana Amiga en el escritorio de Windows y una ventana de Windows en el Workbench del Amiga, permitiendo cortar y pegar entre ambas. Las unidades IDE pueden compartirse como si estuvieran en Red, mientras que todo el bus SCSI está compartido por ambos ordenadores.
Un factor problemático en la ampliación del A1200 es que su fuente de alimentación está limitada a 23 vatios. Discos duros e incluso los disquetes externos fuerzan demasiado la fuente. Esto se soluciona de tres formas: usando una caja Torre, usando una fuente de Amiga 500 o sustituyendo la fuente por una de PC adaptada. Esto último se hizo tanto a nivel aficionado como comercial, destacando desde los tiempos del Amiga 500 la Goliath, una fuente AT de 200 vatios (como las usadas entonces en las torres).

### Software
El A1200 de Commodore venía con AmigaOS 3.0 que utilizaba Kickstart 3.0 (39.106), CrossDOS (lo que permitía leer y escribir discos en formato MS-DOS), varias utilidades incluyendo calculadora y salvapantallas, y por tiempo limitado paquetes con Deluxe Paint IV AGA (editor gráfico 2D y programa de animación) y Final Copy (un procesador de textos completo).
El 1200 de Amiga Technologies/Escom venía con AmigaOS 3.1 y Kickstart 3.1, y se presentaron varias ofertas de paquetes de software, como Scala, Wordworth y así sucesivamente.

### Sumario
- CPU: Motorola MC68EC020 a 14.32 MHz (NTSC) o 14.18 MHz (PAL)
- Chipset: AGA (Advanced Graphics Architecture)
  - Audio (Paula):
    - 4 voces / 2 canales (Stereo)
    - 8-bits de resolución / 6-bits de volumen
    - Frecuencia de muestreo de 28 kHz (normal), 56 kHz (Modo Productivity)
    - 70 dB S/N Ratio

  - Video (Lisa):
    - Paleta de 24-bits (16.7 Millones de colores)
    - 256 colores simultáneos (262'144 en HAM-8)
    - Rango de resoluciones de 320x200 a 1280x512i (entrelazado)
- Memoria:
  - 512 KiB de ROM para el Kickstart code
  - 2 MiB de CHIP RAM
  - Hasta 8 MiB de Fast RAM en el slot de expansión
  - Hasta 256 MiB de Fast RAM con tarjetas aceleradoras
- Almacenamiento Removible:
  - Unidad de disquete de 3.5" Doble Densidad, con capacidad de 880 KiB
- Almacenamiento interno:
  - Emplazamiento para disco duro 2.5" (Controladora IDE PIO-0)
- Conectores de Entrada/Salida:
  - Salida vídeo compuesto TV (PAL en las versiones vendidas en Europa, Australia y parte de Asia, NTSC el resto)
  - Conector de video RGB analógico a 15 kHz (DB-23)
  - Conectores RCA audio estéreo
  - 2 conectores Joystick/mouse (DE-9)
  - Puerto serie RS-232 (DB-25)
  - Puerto de impresora paralelo Centronics (DB-25)
  - Puerto de unidad de disquete externa (DB-23)
  - Puerto PCMCIA Type II de 16-bits
  - Puerto de expansión local de 150 pines (compuerta inferior)
  - Puerto de 22 pines para reloj interno
- Otras características
  - Fuente de alimentación externa 23W, 220-240V/50Hz(PAL), 110V/60Hz(NTSC)
  - Peso: 8 libras (3.6Kg)
  - Tamaño: 9.5" profundo x 18.5" ancho x 3" alto  (250 x 490 x 70 mm)
  - Teclado estándar Amiga QWERTY/QWERTZ/AZERTY integrado con 96 teclas (incluyendo 19 teclas de función y el keypad numérico)
- Software (incluido):
  - Sistema operativo AmigaOS 3.0-3.1. (Kickstart 3.0-3.1/Workbench 3.0-3.1)

## Ventajas sobre el Amiga 600
- Paleta de 24-bits (12-bits en el Commodore Amiga 600)
- Modos HAM-8 y 256 colores (8-bits)
- Keypad numérico
- CPU más rápida
- Puerto de expansión y puerto de reloj
- Puede ejecutar juegos aplicaciones AGA

## Anecdotario
- Los Escom A1200 vienen con disqueteras de PC de Alta Densidad como unidades internas, que han sido rebajadas a Doble Densidad. el resultado es que algún software no funciona, pues esos drives no proporcionan la señal "ready", que indica si hay un disquete en la unidad.
- El A1200 sobrevivió a su corta vida, pese a ser un ordenador doméstico de sobremesa, gracias a las expansiones de terceros, lanzadas incluso después de su desaparición de las tiendas, que lo mantuvieron un tiempo al nivel de los Mac PowerPC.
- Debido a que la memoria interna debe compartirse con el chipset y la CPU, llegando el chipset a tener mayor prioridad, se llama a la RAM solo direccionable por la CPU "Fast RAM", por lo que ampliarla es poner al A1200 al nivel de los compatibles PC en rapidez.